# チアゴ・レトズラフ・ヌネス
チアゴ・ヌネス（Tiago Nunes）こと、チアゴ・レトズラフ・ヌネス（ポルトガル語: Tiago Retzlaff Nunes、1980年2月15日 - ）は、ブラジル・リオグランデ・ド・スル州サンタ・マリア出身のサッカー指導者。現在はペルーのスポルティング・クリスタルの監督を務める。

## 経歴

### アトレチコ・パラナエンセ
2018年、アトレチコ・パラナエンセの暫定監督に就任し、コパ・スダメリカーナ制覇を達成した。
2019年1月11日、アトレチコ・パラナエンセの正式監督に就任した。

## タイトル

### クラブ
リオ・ブランコ-AC
- カンピオナート・アクレアーノ：1回 (2010)

アトレチコ・パラナエンセ
- カンピオナート・パラナエンセ：1回 (2018)
- コパ・スダメリカーナ：1回 (2018)
- Jリーグカップ/コパ・スダメリカーナ王者決定戦：1回 (2019)